# Амбала
Амба́ла (англ. Ambala, хинди अम्बाला) — город на севере Индии, в штате Харьяна, административный центр одноимённого округа.

## География
Город находится в северо-восточной части Харьяны, вблизи административной границы со штатом Пенджаб. Абсолютная высота — 263 метра над уровнем моря.
Амбала расположена на расстоянии приблизительно 30 километров к югу от Чандигарха, административного центра штата и на расстоянии 175 километров к северо-северо-западу (NNW) от Нью-Дели, столицы страны.
Административно город разделён на две части: Ambala Cantonment и Ambala City.

## Климат
| Показатель              | Янв. | Фев. | Март | Апр. | Май | Июнь | Июль | Авг. | Сен. | Окт. | Нояб. | Дек. | Год |
| ----------------------- | ---- | ---- | ---- | ---- | --- | ---- | ---- | ---- | ---- | ---- | ----- | ---- | --- |
| Средний максимум, °C    | 20   | 22   | 28   | 35   | 40  | 40   | 35   | 33   | 34   | 33   | 27    | 22   | 31  |
| Средняя температура, °C | 13   | 15   | 20   | 26   | 32  | 33   | 30   | 29   | 28   | 24   | 18    | 14   | 24  |
| Средний минимум, °C     | 6    | 8    | 13   | 18   | 24  | 27   | 26   | 25   | 23   | 16   | 10    | 6    | 17  |
| Норма осадков, мм       | 30   | 40   | 20   | 10   | 10  | 70   | 240  | 200  | 120  | 20   | -     | 10   | 830 |
| Источник: Weatherbase   |      |      |      |      |     |      |      |      |      |      |       |      |     |

## Демография
По данным официальной переписи 2011 года, население составляло 196 216 человек, из которых мужчины составляли 52,8 %, женщины — соответственно 47,2 %. Уровень грамотности населения составлял 88,23 %.

## Экономика и транспорт
Город является центром торговли зерном, хлопком и сахаром. На его территории расположены мукомольные и хлопкоочистительные предприятия, а также предприятия пищевой промышленности.

Сообщение Амбалы с другими городами Индии осуществляется посредством железнодорожного и автомобильного транспорта. Также в городе расположена авиабаза ВВС Индии. Ближайший гражданский аэропорт расположен в городе Чандигарх.